# Сан Синсай
Сан Синсай (лаос. ສັງສິນໄຊ) — эпическая поэма Пан Кхама, одно из трёх основных произведений лаосской литературы. Эпос рассказывает историю героя Синсая, который спасает свою тётю Сумунтху (лаос. ສູມຸນທາ), украденную демоном Няк Кумпаном (лаос. ຍັກກູມພັນ). Считается, что текст был написан между серединой XVI века и концом XVII века в лаосском королевстве Лансанг.
Поэма «Сан Синсай» популярна и XXI веке как в Лаосе, так и в тайском регионе Исан, где фрески со сценами из произведения можно видеть на стенах многих храмов.

## История создания
Сан Синсай была написана в период между правлениями королей Сеттатирата (середина XVI века) и Сулиня Вонса (конец XVII века). Это период считается золотым веком Лаоса. Во Вьентьяне процветали литература и искусства. В правление Сулиня Вонса создано большое количество художественной литературы. После его смерти в 1695 году королевство вступило в период смуты.

## Внешние ссылки
Текст эпоса